# ダルトン・トランボ
ダルトン・トランボ（ドルトン・トランボとも表記、Dalton Trumbo, 1905年12月9日 - 1976年9月10日）は、アメリカ合衆国の脚本家、映画監督、小説家。アメリカで1940年代に起こった赤狩りに反対したいわゆるハリウッド・テンの一人。
迫害期にはベン・L・ペリー（Ben L. Perry）、ロバート・リッチ（Robert Rich）などのペンネームで活動し、またイアン・マクレラン・ハンター（Ian McLellan Hunter）の名義を借用したこともある。

## プロフィール

### 生い立ち
アメリカ合衆国コロラド州モントローズに生まれた。貧しい家庭で育ち、高校時代から地元の日刊紙の記者などのアルバイトを経験し、弁論大会では優秀な成績を残した。1924年にコロラド大学に入学するが、父親の病気のために学費が払えず実家に戻った。
家計を支えるためにパン工場で8年間働き、小説家を志して作品を書きながら、酒の密売もしていた。密売人としての経験を書いた記事が『ヴァニティ・フェア』に掲載されるなど、編集者から注目されるようになり、映画評論家、編集者としての仕事を得た。

### 脚本家へ
小説は書き続けていたが出版される見込みが無いため、職を得ようと知人の紹介でワーナー・ブラザースの脚本部に採用された。脚本家としては1936年に2本の映画が公開されデビューした。脚本家としていくつもの会社を渡り歩き、多数の脚本を手がける一方で小説の執筆も続け、1939年には小説『ジョニーは戦場へ行った』を出版した。
『ジョニーは戦場へ行った』（Johnny Got His Gun）は負傷兵を描いた小説で、タイトルは第一次世界大戦の志願兵募集キャッチフレーズ「ジョニーよ銃を取れ」（Johnny Get Your Gun）に対する皮肉と思われる。
この本は第二次世界大戦中には戦争支持派から度重なる脅迫を受ける一方で、反ユダヤ主義者やファシストのグループからは早期講和を目指すプロパガンダに利用され、そのような読者からは何通もの手紙が送られてきた。トランボは連邦捜査局（FBI）に通報するが、FBIは右翼グループからの手紙ではなく、トランボの思想や活動について取り調べを行った。トランボは戦争支持へと転換したとFBIに手紙で抗議した。『ジョニーは戦場へ行った』は戦後になってから復刊され、さらに朝鮮戦争時に再度絶版となり、休戦後復刊された。
脚本家としては、1940年の『恋愛手帖』でアカデミー脚色賞にノミネートされ、『東京上空三十秒』『緑のそよ風』など多数の脚本を手がけて評価され、着実にキャリアを積んでいた。

### ハリウッド・テン
1943年にアメリカ共産党に入党。戦時下の共産党はアメリカと戦争を強く支持する姿勢で、約8万人の最高党員数を記録していた時期だった。第二次世界大戦終結後の東西対立の激化の中、後に「赤狩り（マッカーシズム）」と呼ばれる指導弾圧運動が起こり、1947年10月20日、ハリウッド映画界の著名人19人が反共キャンペーン下院非米活動委員会による第1回聴聞会に召喚され、その中にはトランボも含まれていた。
当時のハリウッドにはジョン・ウェインらを筆頭に「アメリカの理想を守るための映画同盟」という組織が設立され、非米活動委員会への協力が推進されていた。聴聞会でトランボは「あなたは共産党員か、あるいは、かつてそうであったか」などを問われたが、アメリカ合衆国憲法修正第1条（「議会は、言論の自由を制限する法律を作ってはいけない」という原則）を理由に証言を拒んだ。同様に証言を拒んだ10人が議会侮辱罪を言い渡され、禁固刑の実刑判決を処されることになった。この10人が後に「ハリウッド・テン」と呼ばれることになった。
1948年には共産党を離党し、ハリウッド・テンの実質的なリーダーとして上訴を目指して活動していたが、1949年11月に上訴請求が棄却された。収監前に『密航巡査』『カウボーイ』などの脚本や原案を書いたが、政治上好ましくない人物の名前がクレジットから外せるとされていたため、トランボの名前が無い作品もある。

### 刑務所へ

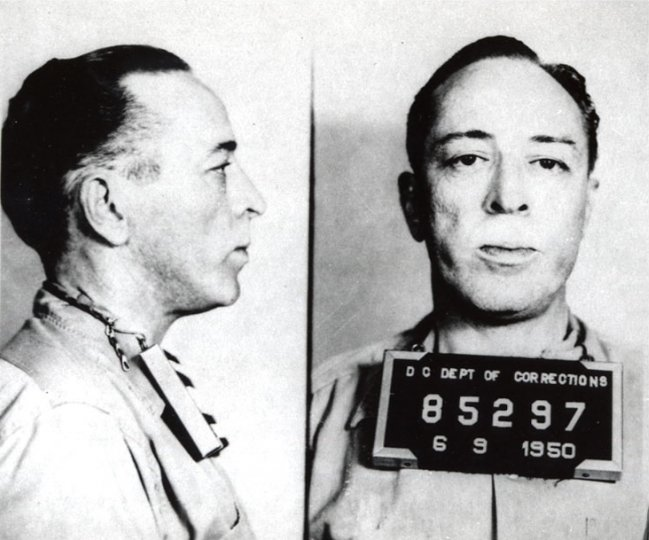
入獄時のマグショット（1950年）

1950年6月、ケンタッキー州アッシュランドの連邦刑務所に送られた。模範囚として1年の刑期は2ヶ月減刑された。1951年からは家族と共にメキシコに滞在。複数の偽名を使って脚本家としての仕事を続け、B級映画作品の脚本やリライトで多数の仕事をこなし、映画会社のプロデューサーから高い評価を得ていた。1954年にはアメリカに戻り、偽名で仕事を続けた。

### 実名再開
1956年にロバート・リッチの偽名で参加した『黒い牡牛』が1957年のアカデミー原案賞を受賞するが、彼はアカデミー賞授賞式にも登場しなかった。映画脚本家組合が調査を行い、ニュース雑誌もこの話題を取り上げた。その後ハリウッドでは「ロバート・リッチは、ダルトン・トランボの偽名だ」との噂が流れ、トランボ本人は否定しなかった。
トランボは取材する記者たちに、ハリウッドの「ブラックリスト」に名前が上がっている脚本家たちが偽名で仕事をしているという事実を提示するなど、「ブラックリスト」を無効化するための活動を続けた。1959年にはテレビのインタビューで、自分が「ロバート・リッチ」であると認め、同年には「ロバート・リッチ・プロダクション」の設立を発表した。
また、同年には『スパルタカス』の脚本をリライトする契約をサム・ジャクソン名義で行ったが、降板させられたアンソニー・マン監督がトランボの脚本であることを広めてしまった。トランボが同時期に手がけた『栄光への脱出』の監督のオットー・プレミンジャーはトランボが脚本を書いたと公表し、『スパルタカス』もトランボの名前がクレジットされることになった。『栄光への脱出』『スパルタカス』は興行的に大成功を収め、その後、他のハリウッド・テンのメンバーも実名で仕事できる機会が増えていった。

### 完全復活と和解
実名でハリウッドに復帰した後、『脱獄』『パピヨン』などの脚本に関わった。また、長年映画化を希望していた自作の小説『ジョニーは戦場へ行った』を、自らの監督作品として原作・脚本を兼ね、自ら資金も調達して製作した。1971年に公開され、アメリカでは興行的に失敗したが、カンヌ国際映画祭では審査員特別グランプリ、FIPRESCI（国際映画批評家連盟）賞、国際エヴァンジェリ映画委員会賞を受賞した。
1970年、全米脚本家組合から功労賞を送られた。これは「ブラックリスト」に載せられたトランボへの「和解」を意味することになった。1975年5月5日、映画芸術科学アカデミーから、『黒い牡牛』に対するアカデミー原案賞としてオスカー像のレプリカが授与された。
1976年9月10日、ハリウッドの自宅で心臓発作により死去。70歳。

### 死後
1989年、没後10年を経て、トランボが脚本を務めた1943年の『ジョーと呼ばれた男』を元に、スティーヴン・スピルバーグが『オールウェイズ』を製作している。
1993年、『ローマの休日』でイアン・マクレラン・ハンターが受賞していたアカデミー原案賞が、改めてトランボに贈られることになった。2011年12月19日、米脚本家組合が『ローマの休日』の原案者クレジットをハンターからトランボに変更、ハンターとジョン・ダイトンの2人が記載されていた脚本クレジットにトランボの名前を追加したと発表した。

## フィルモグラフィー

### 監督作品
- ジョニーは戦場へ行った Johnny Got His Gun（1971年) 兼原作・脚本、カメオ出演も

### 脚本作品
- 潜水艦SOS The Devil's Playground（1937年）
- 恋愛手帖 Kitty Foyle: The Natural History of a Woman（1940年）
- ジョーと呼ばれた男 A Guy Named Joe（1943年）
- 夫は還らず Tender Comrade（1943年）兼原案、日本劇場未公開テレビ放映
- 東京上空三十秒 Thirty Seconds Over Tokyo（1944年）
- 緑のそよ風 Our Vines Have Tender Grapes（1945年）
- 素晴らしき哉、人生! It's a Wonderful Life（1946年）初稿脚本に参画、クレジットなし
- ギャングスター Gangster（1947年）クレジットなし
- 拳銃魔 Gun Crazy（1949年）クレジットなし
- 不審者 The Prowler（1951年）クレジットなし
- その男を逃すな He Ran All the Way（1951年）クレジットなし
- ローマの休日 Roman Holiday（1953年）兼原案、イアン・マクレラン・ハンター名義
- カーニバルの女 Carnival Story（1954年）クレジットなし
- 軍法会議 The Court Martial of Billy Mitchell（1956年）クレジットなし
- 黒い牡牛 The Brave One（1956年）兼原案、ロバート・リッチ名義
- テキサスの死闘 Terror in a Texas Town（1958年）日本劇場未公開、米JBSでテレビ放映、ベン・L・ベリー名義
- カウボーイ Cowboy（1958年）クレジットなし
- 果てしなき夢 Career（1959年）クレジットなし、脚本ではなく原作との説もある
- ガンヒルの決斗 Last Train from Gun Hill（1959年）クレジットなし
- スパルタカス Spartacus（1960年）
- 栄光への脱出 Exodus（1960年）
- ガン・ファイター The Last Sunset（1961年）
- 脱獄 Lonely Are the Brave（1962年）
- いそしぎ The Sandpiper（1965年）
- ハワイ Hawaii（1965年）
- フィクサー The Fixer（1968年）
- ホースメン The Horsemen（1971年）
- パピヨン Papillon（1973年）カメオ出演も
- ダラスの熱い日 Executive Action（1973年）

### 原作作品
- 新妻はお医者様 You Belong To Me （1941年）
- オールウェイズ Always （1989年）

## 小説
- Trumbo, Dalton (September 3, 1939). Johnny Got His Gun. J. B. Lippincott
  - ドルトン・トランボ 著、斎藤数衛 訳『ジョニーは銃をとった』早川書房、1971年7月31日。
  - ドルトン・トランボ 著、信太英男 訳『ジョニーは戦場へ行った』角川書店〈角川文庫〉、1973年。ISBN 4-15-207143-5。
  - ダルトン・トランボ 著、波多野理彩子 訳『新訳 ジョニーは戦場へ行った』KADOKAWA〈角川新書〉、2024年9月10日。ISBN 978-404-0825045。

## 関連作品
映画
- トランボ ハリウッドに最も嫌われた男（2015年、米国、監督：ジェイ・ローチ、主演：ブライアン・クランストン）

漫画
- ドルトン・トランボ（『栄光なき天才たち』（1986年 - 1992年）第8話、作：伊藤智義、画：森田信吾）[7]
- 赤狩り THE RED RAT IN HOLLYWOOD（2017年 - 2021年、山本おさむ）

## 関連文献
- ジェニファー・ワーナー『ダルトン・トランボ ハリウッドのブラックリストに挙げられた男』七つ森書館、2016年。ISBN 978-4822816605。
- ブルース・クック『トランボ ハリウッドに最も嫌われた男』世界文化社、2016年。ISBN 978-4418165094。
- ピーター・ハンソン『「ローマの休日」を仕掛けた男　不屈の映画人ダルトン・トランボ』松枝愛訳、中央公論新社、2013年。ISBN 978-4120045011